# بخش لیکینگ (شهرستان ماسکینگوم، اوهایو)
بخش لیکینگ (به انگلیسی: Licking Township) یک منطقهٔ مسکونی در ایالات متحده آمریکا است که در شهرستان ماسکینگام، اوهایو واقع شده‌است.
 بخش لیکینگ ۶۶٫۷ کیلومتر مربع مساحت و ۲٬۲۴۸ نفر جمعیت دارد و ۲۳۲ متر بالاتر از سطح دریا واقع شده‌است.